# Helga Klein
Helga Klein, da coniugata Erny (Mannheim, 15 agosto 1931 – 27 gennaio 2021), è stata una velocista tedesca.

## Palmarès

### Olimpiadi
- Argento a Helsinki 1952 nella staffetta 4×100 metri.